# E&Jカシアス・ボクシングジム
E&Jカシアス・ボクシングジム(いーあんどじぇいカシアス・ボクシングジム)、神奈川県横浜市中区吉浜町にあるボクシングジム。

## 概要
2005年2月1日にカシアス内藤が設立。設立にあたり彼の友人である沢木耕太郎が協力をした。

## 主な所属選手
- 内藤律樹 - 会長の長男。第45代日本スーパーフェザー級王者、現OPBF東洋太平洋スーパーライト級王者。
- 内藤未来 - 会長の次男。
- 小浦翼 - 第21代OPBF東洋太平洋ミニマム級王者